# Olho d'Água
Olho d'Água là một đô thị thuộc bang Paraíba, Brasil. Đô thị này có diện tích 596,123 km², dân số năm 2007 là 6886 người, mật độ 11,6 người/km².